# 拉巴斯站 (墨西哥城地铁)
拉巴斯站（西班牙語：La Paz）是墨西哥城地铁A线的一座地上车站，为该线的东端终点站，位于墨西哥州拉巴斯市墨西哥城-特斯科科公路与墨西哥城-普埃布拉公路交汇处。

## 车站命名及标识

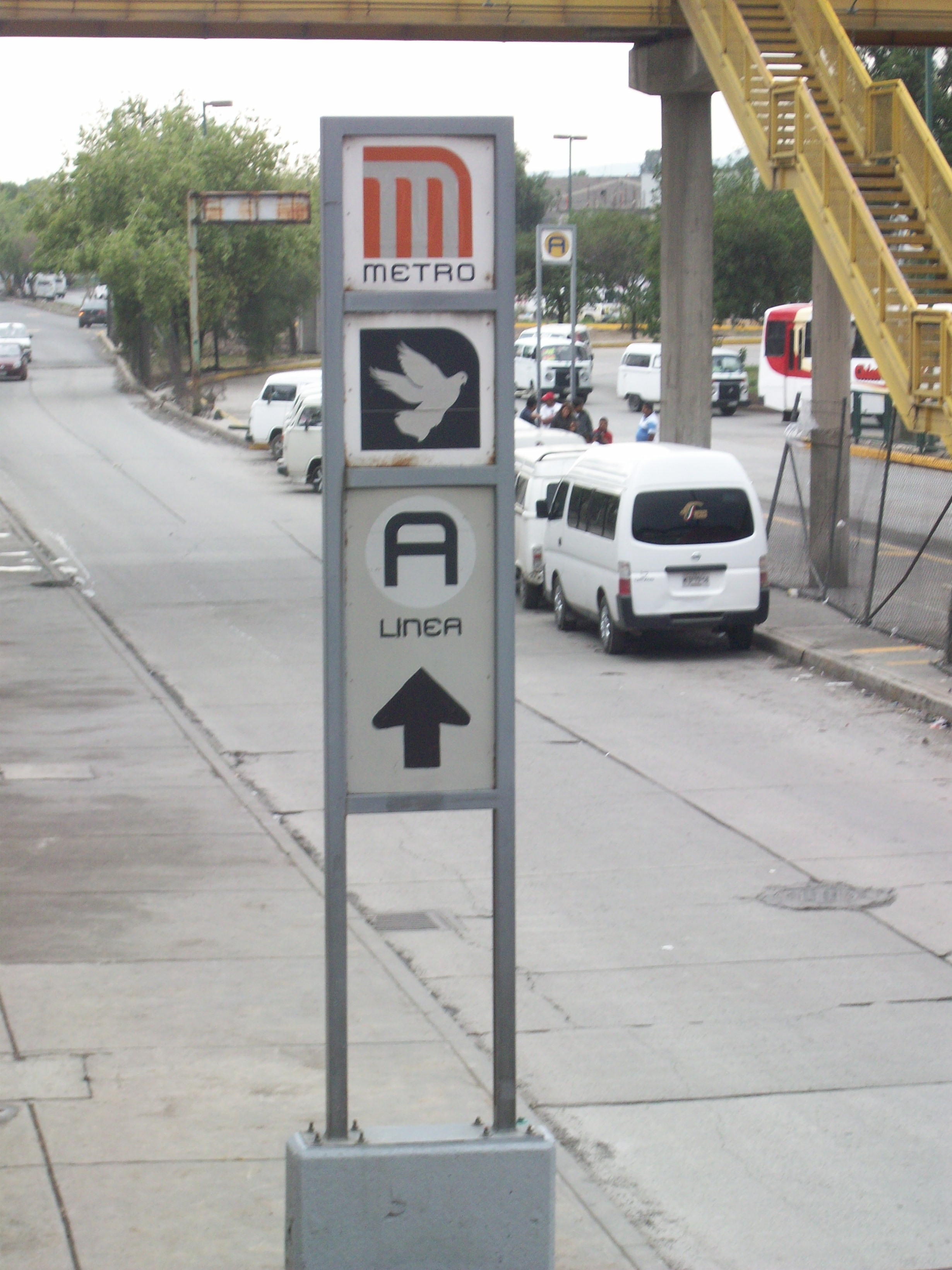
拉巴斯站外部标识

车站得名于该站所在的拉巴斯市，及其位于该市辖区地理中心的位置。
该站的标志为一只振翅的鸽子，对应车站名称“拉巴斯”一词在西班牙语中“和平”之意。

## 换乘交通
该站外建有一座综合交通枢纽站，与车站站厅连接，可由此换乘前往特斯科科、奇马尔瓦坎及查尔科镇等方向的公交车及小巴车。

## 车站历史
该站于1991年8月12日与墨西哥城地铁A线同日投运。

## 周边重要建筑
- 拉巴斯综合交通枢纽站
- 墨西哥城地铁拉巴斯车辆段